# یواس‌اس فوت (دی‌دی-۵۱۱)
یواس‌اس فوت (دی‌دی-۵۱۱) (به انگلیسی: USS Foote (DD-511)) یک کشتی بود که طول آن ۱۱۴٫۷ متر (۳۷۶ فوت) بود. این کشتی در سال ۱۹۴۲ ساخته شد.